# Brejo de Areia
Brejo de Areia är en kommun i Brasilien.   Den ligger i delstaten Maranhão, i den nordöstra delen av landet, 1 300 km norr om huvudstaden Brasília. Antalet invånare är 10 540. Arean är 482 kvadratkilometer.
Terrängen i Brejo de Areia är platt åt nordost, men åt sydväst är den kuperad.
Omgivningarna runt Brejo de Areia är huvudsakligen savann. Runt Brejo de Areia är det glesbefolkat, med 19 invånare per kvadratkilometer.